# Evgeroik
Evgeroiki (prvotno, "eugrégorique" ali "evgregorik"), znani tudi kot budnost spodbujajoče učinkovine, so skupina zdravil, ki spodbujajo budnost in pozornost. V medicini se uporabljajo za zdravljenje nekaterih motenj spanja, kot sta prekomerna dnevna zaspanost in narkolepsija. Na splošno naj bi imeli zelo majhen zasvojitveni potencial.
Prototipni evgeroik je modafinil; drugi dve bolj znani učinkovini iz te skupine sta še adrafinil in armodafinil. Za modafinil in armodafinil je bilo ugotovljeno, da delujeta kot selektivna, šibka, atipična zaviralca ponovnega privzema dopamina. Adrafinil je predzdravilo modafinila in ima zato enak mehanizem delovanja kot modafinil.

## Primeri

### Na tržišču
- Armodafinil
- Modafinil

### Opuščeni
- Adrafinil

### Nikoli prišli na tržišče
- CRL-40,940 (imenovan tudi flumodafinil, bisfluoromodafinil, lauflumid)
- CRL-40,941
- Fluorenol